# Ljuba, Srbija
Ljuba (izvirno srbsko Љуба) je naselje v Srbiji, ki upravno spada pod Občino Šid; slednja pa je del Sremskega upravnega okraja.

## Demografija
V naselju, katerega izvirno (srbsko-cirilično) ime je Љуба, živi 450 polnoletnih prebivalcev, pri čemer je njihova povprečna starost 42,7 let (40,1 pri moških in 45,2 pri ženskah). Naselje ima 203 gospodinjstev, pri čemer je povprečno število članov na gospodinjstvo 2,75.
|  |

| Demografija | Demografija     | Demografija     |
| Leto        | Št. prebivalcev | Št. prebivalcev |
| ----------- | --------------- | --------------- |
|             |                 |                 |
|             |                 |                 |
|             |                 |                 |
|             |                 |                 |
| 1948        | 822             |                 |
| 1953        | 884             |                 |
| 1961        | 838             |                 |
| 1971        | 757             |                 |
| 1981        | 639             |                 |
| 1991        | 585             | 583             |
| 2002        | 563             | 559             |
|             |                 |                 |

| Etnična sestava po popisu iz leta 2002 | Etnična sestava po popisu iz leta 2002 | Etnična sestava po popisu iz leta 2002 | Etnična sestava po popisu iz leta 2002 | Etnična sestava po popisu iz leta 2002 |
| -------------------------------------- | -------------------------------------- | -------------------------------------- | -------------------------------------- | -------------------------------------- |
| Slovaki                                | Slovaki                                |                                        | 301                                    | 53,84%                                 |
| Hrvati                                 | Hrvati                                 |                                        | 127                                    | 22,71%                                 |
| Srbi                                   | Srbi                                   |                                        | 92                                     | 16,45%                                 |
| Madžari                                | Madžari                                |                                        | 13                                     | 2,32%                                  |
| Jugoslovani                            | Jugoslovani                            |                                        | 4                                      | 0,71%                                  |
| Rusini                                 | Rusini                                 |                                        | 2                                      | 0,35%                                  |
| Muslimani                              | Muslimani                              |                                        | 1                                      | 0,17%                                  |
| Neznano                                | Neznano                                |                                        | 1                                      | 0,17%                                  |